# Serginho Chulapa
Sérgio Bernardino, mais conhecido como Serginho Chulapa ou simplesmente Serginho (São Paulo, 23 de dezembro de 1953), é um ex-treinador e ex-futebolista brasileiro, que atuava como atacante.
É o maior artilheiro do São Paulo com 250 gols.
O apelido Chulapa foi dado a ele pelo narrador Silvio Luiz, pelo pé tamanho 44. Sua movimentação desengonçada, usando muito os braços, rendeu mais um apelido: “Tamanduá-bandeira”, vindo do narrador Osmar Santos.

## Carreira

### Início
Nasceu e cresceu no bairro paulistano da Casa Verde. Aos doze anos, Serginho começou a jogar em times de várzea da zona norte de São Paulo, como o Cruz da Esperança e o Vasco da Gama. "Se não tivesse ido para o esporte, certamente estaria na criminalidade", avaliava o ex-jogador em 2008, em referência ao projeto social desses times.
Aos dezesseis anos, fez testes para treinar na equipe da Portuguesa de Desportos e foi aprovado, mas ficou pouco tempo na Lusa, sendo dispensado dos juvenis em 1968. Chegou a trabalhar como entregador de leite e ajudando sua mãe colocando etiquetas em cortinas e camisas. Serginho participou, em 1970, de uma peneira na Casa Verde. Sua atuação encantou o técnico dos juvenis do São Paulo, que o chamou para jogar em seu time.

### São Paulo
Sua estreia no elenco profissional do São Paulo foi promovida pelo técnico Telê Santana, em um amistoso contra o Bahia, em 6 de junho de 1973. Quatro dias depois, marcou seu primeiro gol como profissional, no empate por 1 a 1 contra o Corinthians. Naquele mesmo ano, foi emprestado ao Marília, voltando ao São Paulo em 1974.
Após retornar da Copa em 1982, no segundo semestre, passou a perder importância no São Paulo, indo e voltando do banco de reservas.
Pelo São Paulo, jogou, entre 1973 e 1982, um total de 330 partidas e marcou 250 gols, tornando-se até hoje o maior artilheiro da história do clube. Nesse período, conquistou os Campeonatos Paulistas de 1975, 1980 e 1981 e o Campeonato Brasileiro de 1977. Foi artilheiro dos campeonatos paulistas de 1975, com 33 gols, e de 1977, com 46.

### Copas do Mundo
Era nome certo para a Copa de 1978, sendo convocado por Claudio Coutinho para a Seleção Brasileira, porém acabou perdendo a chance de jogar quando teve que cumprir um ano de suspensão por agredir um bandeirinha.
Em 1982, foi convocado para a reserva e acabou se tornando titular na Copa, quando Careca se machucou antes da estreia. Anotou dois gols naquele mundial: na primeira fase, contra a Nova Zelândia, e na segunda fase, no clássico contra a Argentina. Reconheceu que seu estilo mais corpulento não combinou com o tipo de jogo daquela equipe.

### Santos
No Santos, chegou já experiente, em 1983, com 29 anos, e, por isso mesmo, evitou o rótulo de "salvador da pátria". O atleta identificou-se com o clube ao longo de quatro passagens.
Sua primeira partida com o camisa do Peixe aconteceu no dia 19 de janeiro de 1983, em um amistoso diante do America, no Estádio Urbano Caldeira. As primeiras conquistas de Serginho no Alvinegro, ainda em 1983, foram os torneios Vencedores da América, no Uruguai, e Cidade de Pamplona, na Espanha. No mesmo ano, destacou-se na campanha que levou o Santos à final e à segunda colocação no Campeonato Brasileiro. Também conquistou a artilharia dos campeonatos Brasileiro e Paulista, ambos com 22 gols.
Em 1984, integrou o time que conquistou o Torneio Início, promovido pela Federação Paulista de Futebol, e também trouxe para a Vila Belmiro a nova Taça dos Invictos de A Gazeta Esportiva, depois que o Santos ficou quinze partidas sem perder. Seu auge no clube foi o gol do título no Campeonato Paulista de 1984, contra o seu maior rival, o Corinthians, por 1 a 0, em 2 de dezembro de 1984, campeonato de que foi artilheiro isolado da competição, com dezesseis gols. Posteriormente, afirmou que a derrota por 4 a 1 para o São Paulo, no Morumbi, neste campeonato (único revés do Santos), foi o jogo que mais o irritou na vida.
No Paulista de 1986, o Santos arrancou um empate por 1 a 1 com o Palmeiras com um gol de bicicleta de Serginho.
Em sua quarta e última passagem pelo Santos como jogador, no ano de 1990, Chulapa jogou sua última partida vestindo a camisa do Peixe no dia 2 de dezembro, em um empate diante do São Paulo por 1 a 1, pelo Campeonato Brasileiro no Morumbi.
Ao todo, incluindo outras passagens (1983–1984, 1986, 1988 e 1989–1990), marcou 104 gols em 202 partidas com a camisa do Santos e, junto com o ponta-esquerda João Paulo e o atacante Neymar, é um dos principais goleadores da equipe após a "Era Pelé".

### Corinthians
Vendido ao Corinthians, Serginho chegou junto com outros jogadores consagrados, no início de 1985, e o time ganhou o apelido de "Seleção Corintiana". Mas a experiência não deu certo, sofreu com lesões e em outubro o atacante já falava que gostaria de voltar ao Santos e que já estava "em ritmo de férias". Isso fez com que o Corinthians buscasse uma maneira de rescindir o contrato com o jogador antes do fim, previsto para janeiro de 1986.
Quando voltou à Vila Belmiro, Serginho deu uma declaração jocosa: "Estou de volta, depois de um ano de férias no Corinthians.".

### Outros clubes
No Marítimo, de Portugal, em 1987, fez cinco jogos e quatro gols, e logo retornou à Vila.
Iludiu-se ao deixar o Santos motivado por um projeto que o levou ao Malatyaspor, da Turquia, em 1988: mesmo sendo acompanhado do goleiro Carlos e do atacante Éder, teve vários problemas, como falta de adaptação e salários não pagos, e não sossegou enquanto não voltou à Baixada Santista.
Posteriormente, jogou na Portuguesa Santista (1991), no Atlético Sorocaba (1993) e no São Caetano, encerrando a carreira em 1993, aos quarenta anos.
Chegou ao São Caetano em 1991. Defendeu o clube do ABC por três temporadas, anotando, ao todo, doze gols. Seu último gol aconteceu em 31 de março de 1993, no empate por 1 a 1 diante da Ferroviária, no Estádio Anacleto Campanella, pelo Campeonato Paulista de 1993.

## Confusões
Além dos muitos gols, as confusões tornaram-se a marca registrada do jogador, como após uma expulsão, quando agrediu repórteres que estavam no campo depois do término do jogo final com o Flamengo em 1983, no primeiro vice-campeonato brasileiro do Santos.
Na final do Campeonato Brasileiro de 1981, entre São Paulo e Grêmio, vencida pelos gaúchos em pleno Morumbi, Serginho mostrou todo o seu temperamento explosivo e foi expulso, depois de trombar e posteriormente pisar no goleiro gremista Emerson Leão, que o havia provocado por estar sofrendo com furúnculos no ânus, com vários algodões na região e com o sangue visível.
Em novembro de 1979, durante um jogo contra o Corinthians, no Morumbi, jogando pelo São Paulo, em uma jogada à beira do banco de reservas do Corinthians, ele chutou uma bola no banco propositalmente, mas levou azar e se desequilibrou, vindo a cair perto do mesmo e foi atacado pelos jogadores e pelo auxiliar técnico Nicanor de Carvalho. Isto gerou um conflito entre todos os jogadores.
Na Copa do Mundo de 1982, chamou a atenção pelo seu bom comportamento e, diziam, havia jogado mal por ter sido "domesticado em excesso" pelo técnico Telê Santana.
Na primeira fase do Campeonato Paulista de 1983, numa ação para promover um disco bissexto de sambas que gravou (Camisa 9, de 1983), Serginho entrou em campo no Morumbi de fraque e cartola por cima do uniforme. No segundo tempo, eis que Serginho começa a trocar socos com o zagueiro Mauro, do Corinthians. Foi o início de uma briga generalizada que tomou conta do gramado, sendo mais comentada do que o jogo em si.
Pelo Santos, em 1990, agrediu o lateral são-paulino Zé Teodoro, o que lhe valeu uma suspensão por 150 dias, posteriormente reduzida para cem dias e dois jogos.

### Suspensão de onze meses
No Campeonato Brasileiro de 1977, Serginho era o vice-artilheiro (com quinze gols, tinha cinco a menos que Reinaldo, do Atlético-MG) e principal jogador do São Paulo. No dia 12 de fevereiro de 1978 (o campeonato de 1977 só terminou em março do ano seguinte), em uma partida em Ribeirão Preto, contra o Botafogo, o São Paulo perdia por 1 a 0, quando Serginho aparentemente empatou, aos 45 do segundo tempo. O árbitro Oscar Scolfaro, entretanto, anulou o gol, seguindo a indicação de impedimento do bandeirinha Vandevaldo Rangel. O centroavante partiu para cima do auxiliar e, segundo a anotação da súmula da partida, "desferiu-lhe um pontapé na perna esquerda, altura da canela, ocasionando um ferimento de aproximadamente uns dez centímetros, que sangrava abundantemente". Serginho, contudo, negou a agressão: "Eu não chutei, não. Eu fiquei muito nervoso, lógico. (…) Fui para cima dele para saber por que havia anulado o gol. Aí a torcida do Botafogo começou a jogar pedras e garrafas em mim e nos outros jogadores do São Paulo. Uma delas deve ter atingido o bandeirinha, e ele botou a culpa em mim." As imagens da televisão, no entanto, mostravam alguém chutando a canela do auxiliar.
Em 28 de fevereiro, ele foi condenado a uma suspensão de catorze meses, por agressão. Com isso, ficou de fora do segundo jogo das semifinais e da final do Brasileiro de 1977, em que o São Paulo conquistou o título. A suspensão, entretanto, foi ligeiramente abreviada, e ele voltou aos campos onze meses depois, em 28 de janeiro de 1979, em derrota por 4 a 1 para o Santos, no Morumbi. "Vai ser mais um jogo, nada de especial, apesar de todo o tempo que fiquei parado", garantia. "Estou em boas condições físicas e quero fazer muitos gols, não porque estou voltando, mas porque sou um centroavante." Nesse jogo, marcou um gol e demonstrou ter superado a suspensão: ao longo de 1979, marcaria 28 gols em 55 jogos.

## Treinador e auxiliar
Em 1994, a convite de Pepe, então treinador santista, virou o auxiliar técnico do Santos. Ao ser demitido, o próprio Pepe sugeriu à diretoria que colocasse Serginho Chulapa em seu lugar. Este assumiu a equipe e permaneceu como técnico praticamente durante toda a temporada. Em agosto, envolveu-se em confusão com o diretor de futebol do Guarani, José Giardini. Ainda nesse ano, no dia 16 de novembro, agrediu com uma cabeçada o jornalista Gilvan Ribeiro, do Diário Popular, após a derrota por 2 a 1 para o Corinthians, no Pacaembu. Dias depois, Chulapa foi demitido.
No início de 1995, foi contratado pelo União São João para a disputa do Campeonato Paulista, mas permaneceu durante pouco tempo na equipe de Araras.
Treinou ainda outros clubes do futebol paulista, como São Caetano e Sãocarlense.
Em agosto de 2001, após a demissão do técnico Geninho, o até então auxiliar Serginho Chulapa foi efetivado no comando do Santos. Um mês depois, pediu demissão, alegando que não suportava mais as críticas a seu trabalho como técnico e gostaria de preservar a sua imagem diante dos torcedores.
Ficou afastado do clube no período em que Emerson Leão foi o treinador (2002-2004), mas retornou após a sua saída, deixando novamente o clube quando o técnico voltou ao clube, em 2008.
Assumiu então o comando da Portuguesa Santista, tendo estreado em 2 de março, na vitória sobre o Taquaritinga por 3 a 2.
Com a saída de Leão, voltou a ser auxiliar técnico e técnico interino em 2009, no Santos. Sua última aparição como técnico foi em 2015, no empate em 2×2 diante do Sport, pelo Campeonato Brasileiro. Como técnico efetivo e interino, Serginho dirigiu o Santos em 73 partidas, tendo vencido 34, empatado 21 e perdido 18.
Em 2022, entrou para o seleto grupo de ídolos eternos do Santos Futebol Clube.

## Títulos

### Como jogador

#### São Paulo
- Campeonato Brasileiro: 1977
- Campeonato Paulista: 1975, 1980[45] e 1981

#### Santos
- Campeonato Paulista: 1984

#### Artilharias
- - Campeonato Paulista: 1975 - 22 gols (São Paulo)
  - Campeonato Paulista: 1977 - 32 gols (São Paulo)
  - Campeonato Paulista: 1983 - 22 gols (Santos)
  -  Campeonato Brasileiro

: 1983 - 22 gols (Santos)
- Campeonato Paulista: 1984 - 16 gols (Santos)